# ألكسندر يارنيفيلت
كان أغسطس ألكسندر يارنيفيلت (بالإنجليزية: August Alexander Järnefelt)‏ (2أبريل 1833-15أبريل 1896م) جنرالاً وطبوغرافياً فنلندياً وحاكماً وعضواً في مجلس الشيوخ.ولد ألكسندر يارنيفيلت في توهماجرفي وهو ابن ولي العهد غوستاف أدولف يارنيفيلت وأورورا فريدريكا مولاندر. تزوج ألكسندر من اليزابيث كلودت فون يورجنسبرج في 22 ديسمبر 1857م في سانت بطرسبرغ. أطفالهم هم كاسبر، وأرفيد، وإريك، وإليدا،وإلين، وأرماس، وأينو وهيلجا وسيغريد.
وإذا أمعنا النظر حول أعماله نجد أنه بعد سبع سنوات من الدراسة في مدرسة هامينا كاديت، شرع يارنيفيلت في العمل كضابط مدفعية في الجيش الروسي. بعد العمل تحت إشراف فيلهلم فون ستروف في مرصد بولوكوفو، تم توجيه يارنيفيلت للأعمال الطبوغرافية في موطنه فنلندا التي أوجدت مهنته الرئيسية لعقود من عمره. وفي عام 1870م أصبح رئيساً للهيئة الطبوغرافية الروسية في فنلندا.
من جانب آخر وفي وقت الحرب التركية (1877م-1879م) وبعدها ، قاد يارنفيلت المسح الطبوغرافي للعديد من المناطق التي أحتلتها روسيا من تركيا. تلك الأعمال أكسبته الترقية إلى رتبة جنرال.
  من الناحية السياسية كان يارنيفيلت خبير في الحزب الفنلندي القديم. سعى الحزب من أجل المساواة في الحقوق بين اللغة الفنلندية والسويدية مع التأكيد على أهمية الولاء للإمبراطور. أخذ يارنفيلت تلك الأهداف على محمل الجد ، فأرسل أطفاله إلى المدارس الناطقة باللغة الفنلندية.
في ثمانينات القرن التاسع عشر، تم نقل يا رنفيلت من الجيش إلى وظيفة إدارية مدنية، مما سمح له بتعزيز أجندته السياسية. كان يارنيفيلت حاكماً لمقاطعة ميكيلي في 1883-1884م، وحاكم مقاطعة كووبيو في 1884-1888م ومقاطعة فاسا في عام 1888-1894م.
ولو أردنا ان نمعن النظر في تطلعات يارنيفيلت لوجدنا أنه استخدم صلاحياته فبدل لغة الإدارة المدنية لتلك المقاطعات التي حكمها إلى اللغة الفنلندية. كما أنه أنشأ مدارس ابتدائية وبيوت للفقراء في مقاطعاته.
  بلغت مسيرة يارنيفيلت المهنية ذروتها في عضوية مجلس الشيوخ الفنلندي، حيث تم تكليف يارنفيلت كرئيس لقسم الشؤون العسكرية، ترافقت الترقية إلى رتبة سيناتور مع ترقيتة إلى رتبة جنرال. توفي في هلسنكي في 15أبريل 1896م من مرض الشلل.